# Floyd K. Haskell

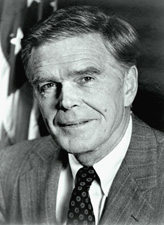
Floyd K. Haskell

Floyd Kirk Haskell (* 7. Februar 1916 in Morristown, New Jersey; † 25. August 1998 in Washington D.C.) war ein US-amerikanischer Politiker (Demokratische Partei), der den Bundesstaat Colorado im US-Senat vertrat.
Im Jahr 1937 machte Floyd Haskell seinen Abschluss an der Harvard University, vier Jahre später folgte das juristische Examen an der Law School in Harvard. Er arbeitete zunächst aber nicht als Anwalt, sondern trat der US Army bei und kämpfte bis 1945 im Zweiten Weltkrieg, ehe er im Rang eines Majors aus dem Dienst ausschied. Im Jahr darauf wurde er in die Anwaltskammern von New York und Colorado aufgenommen und begann in Denver zu praktizieren.
Haskells politische Laufbahn begann 1965 als Abgeordneter im Repräsentantenhaus von Colorado, dem er bis 1969 angehörte. 1972 setzte er sich dann bei der Wahl zum US-Senat gegen den republikanischen Amtsinhaber Gordon L. Allott durch, woraufhin er sein Mandat vom 3. Januar 1973 bis zum 3. Januar 1979 wahrnahm. Beim Versuch der Wiederwahl scheiterte er 1978 seinerseits am Republikaner William L. Armstrong.
1979 heiratete Haskell Nina Totenberg, juristische Korrespondentin beim National Public Radio. Er starb 1998 und wurde auf dem Nationalfriedhof Arlington beigesetzt.